# Deutsche Siedlungen in Australien

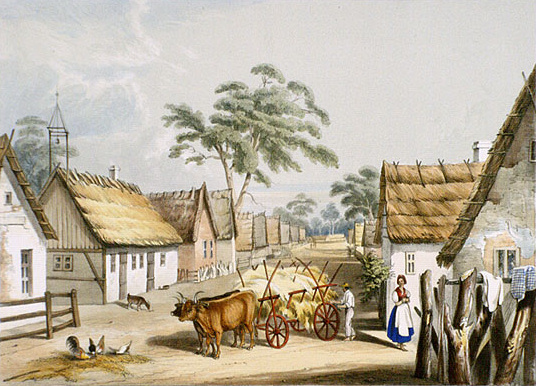
Das Dorf Klemzig im Jahr 1846. Die erste deutsche Siedlung in Australien, 1838 gegründet.

An der Erschließung Australiens hatten auch Deutsche einen gewissen, obgleich begrenzten Anteil. Zum einen beteiligten sich deutsche Forscher in verschiedener Weise an der Erkundung Australiens, darunter der Entdeckungsreisende Ludwig Leichhardt, der Botaniker Ferdinand von Mueller. Zum anderen kamen auch deutsche Einwanderer in die zunächst britischen Kolonien auf dem Inselkontinent, wenngleich ihr Anteil hier deutlich geringer war als beispielsweise in den Vereinigten Staaten von Amerika. So wiesen sich im Jahre 1861 von rund einer Million Menschen in Australien etwa 27.000 als Deutsche aus. 898.700 Personen erklärten 2011, dass sie deutsche Ahnen hätten, damit sind sie die sechstgrößte ethnische Gruppe Australiens.

## Siedlungsgruppen

### Die Prince-George-and-Bengalee-Gruppe (November 1838)
Die ersten Deutschen, die sich als geschlossene Gruppe in Australien niederließen, waren preußische Altlutheraner unter der Führung von Pastor August Kavel. Sie trafen auf den Schiffen Prince George und Bengalee im Port Adelaide 1838 ein und gründeten die Siedlung Klemzig, sechs Kilometer von Adelaide, die heute ein Vorort davon ist.

### Die Zebra-Gruppe (Dezember 1838)
Die nächste Gruppe traf im Dezember 1838, mit dem Schiff Zebra unter Kapitän Dirk Meinhertz Hahn in Port Adelaide ein. Kapitän Hahn unterstützte die Gruppe beim Erwerb des Landes in den Adelaide Hills, wo sie schließlich siedelten und  Hahndorf gründeten.

### Die Catharina-Gruppe (Januar 1839)
Die vorerst letzte Welle von Emigranten traf im Januar 1839, auf  der Catharina ein. Diese Gruppe siedelte sich überwiegend in Glen Osmond an.

### Die Skjold-Gruppe (Oktober 1841)
1840 wurde ein Brief an die Altlutheraner nach Preußen geschickt, um Andere anzuregen auch auszuwandern und um einen zweiten Pastor zu bitten. Diese Gruppe verließ am 11. Juli 1841 mit der dänischen Dreimastbark Skjold  den Hafen Hamburg-Altona in Richtung Australien. Am 28. Oktober 1841 erreichten sie Port Adelaide in Südaustralien. An Bord war der aus Liebenwerda stammende Pastor Gotthard Fritzsche, welcher angeregt worden war die Emigranten zu begleiten. Diese Auswanderer gründeten die Orte Lobethal in den Adelaide Hills und Bethany im Barossa Valley. 1842 wurde der Ort Langmeil gegründet.
Es folgt eine – bis auf weiteres nur unvollständige – Liste von Siedlungen in Australien, welche von Deutschen gegründet, mehrheitlich besiedelt oder maßgeblich in ihrer Entwicklung geprägt wurden.

## Regionale Verteilung
Die regionale Gliederung erfolgt nach den gegenwärtigen Grenzen der australischen Bundesstaaten.

### New South Wales(Neusüdwales)
- Walla Walla wurde 1869 von deutschen Familien aus dem Barrosa Valley gegründet.

### Northern Territory(Nordterritorium)
- Hermannsburg wurde 1877 als Missionsstation der Lutheraner gegründet, aber bereits 1891 von den Deutschen verlassen.

### Queensland
- um 1860 Marburg
- 1864 Bethania (ursprünglich „Bethanien“)
- um 1870 Minden
- um 1870 Haigslea (ursprünglich „Kirchheim“)
- Prenzlau

### South Australia(Südaustralien)
- Klemzig wurde 1838 als erste deutsche Siedlung in Australien von Auswanderern aus dem brandenburgischen Klemzig gegründet.
- Point Misery wurde 1838/1839 von preußischen Altlutheranern unter Pastor Cavel/Kavel gegründet.
- Hahndorf wurde 1839 von preußischen Altlutheranern unter Führung des dänischen Kapitäns Dirk Meinertz Hahn gegründet.
- Lobethal wurde 1841 von 18 preußisch-lutherischen Auswanderer-Familien in den Hügeln der Adelaide Hills gegründet. Diese waren wenige Monate  zuvor mit dem Auswandererschiff Skjold, von Hamburg mit dem Pastor Gotthard Daniel Fritzsche kommend, am 28. Oktober 1841 im Hafen von Adelaide angekommen.
- 1848 Birdwood (ursprünglich „Blumberg“)
- Verdun (ursprünglich „Grunthal“)

#### Barossa Valley
Das Barossa Valley, auch „Neu-Schlesien“ genannt, bildete einen Schwerpunkt der frühen Besiedelung von South Australia.
- 1841 Bethany (ursprünglich „Bethanien“)
- 1843 Tanunda (ursprünglich „Langmeil“)
- 1847 Hoffnungsthal. Der Ort wurde durch Flut zerstört und musste aufgegeben werden.
- um 1850 Nuriootpa
- um 1850 Marananga (ursprünglich „Gnadenfrei“)
- 1851 Seppeltsfield (benannt nach dem deutschen Gründer Joseph Seppelt)
- Springton
- Light Pass
- Krondorf
- Rosedale (ursprünglich „Rosenthal“)
- Schoenborn (ursprünglich „Schönborn“)
- Gomersal (ursprünglich „Neu Mecklenburg“)
- Nain
- Grünberg
- Gnadenberg
- Keyneton (ursprünglich „Nordrhein“)
- Ebenezer
- Neukirch[2]

Ein Teil der obengenannten Ort sind nicht mehr existent, allerdings zeugen zahlreiche Friedhöfe von ihrem Vorhandensein.

### Tasmanien
- 1881 Collinsvale, zuerst Sorell Creek, 1891 in „Bismarck“ umbenannt

### Victoria
- Herrnhut (Victoria), 1852 von einer Gruppe deutscher Einwanderer um Johann Friedrich Krummnow als Kommune gegründete Siedlung nahe Penshurst. Die Siedlung ging später wieder ein. In der Gegenwart sind nur noch Ruinen vorhanden.
- Gnadenthal, von deutsch-sorbischen Lutheranern gegründete Siedlung nahe Penshurst etwa zwei Kilometer südlich von Herrnhut. In der Gegenwart sind noch der Friedhof und einige historische Gebäude vorhanden.
- Hochkirch, 1853 von aus der Oberlausitz stammenden Sorben als Bukecy gegründete Gemeinde nahe Hamilton. Der Ort wurde später in Tarrington umbenannt.